# Аталия (группа)
Atalyja  — литовская фолк-рок и неофолк группа. В песнях группы соединяются рок-музыка и литовская народная музыка. Группа использует традиционные литовские инструменты (гусли — «kanklės», кугиклы -«skudučiai», скрипка, волынка — «dūdmaišis», варган — «dambrelis»), женский вокал, а также традиционное литовское хоровое пение сутартинес (Sutartinės).
Помимо собственно литовского языка, в песнях группы используется жемайтский, иногда рассматриваемый как наречие литовского.

## История
Группа была основана осенью 1998 г, а весной 1999 состоялся её дебют в Каунасе, на фестивале неофолка "Suklegos".Через год вышел  первый альбом команды - "Atalyja" (2000 MC, 2001 Kurkū records CD). Второй альбом группы - „Močia“ ("Мать"), вышел в 2004 году (CD, Dangus records). В последующем записаны еще два альбома - EP Žemaitiu ruoks в 2008  и Saula Riduolėla; CD, 2009. За более чем 10 лет своего существования музыканты дали более 150 концертов. А география гастролей охватывает Польшу, Латвию, Эстонию, Германию (2006; 2010), Турцию (2008), Чехию  (2009), Белоруссию (2009), Россию ("Рождественские концерты" Москва 25.12 - клуб "Мастерская", 26.12 - Культурный центр Литовской Республики, Дом Юргиса Балтрушайтиса, 2009).
Atalyja – постоянная участница различных фестивалей фолк-рока, средневековой культуры, городских праздников в Литве и в Польше. Группа неоднократно снималась в программах Литовского телевидения, исполняла живую музыку на Литовском радио, принимала участие в различных музыкальных проектах. В феврале 2009 г. на церемонии вручения премий альтернативной музыки „A-LT 2008“ награждена титулом «Группа года».

## Участники
- Gedimina Statulevičienė (Гедимина Статулевичене) - вокал
- Audronė Daraškevičienė (Аудроне Дарашкевичине) - вокал
- Darutė Pilibavičienė (Даруте Пилибавичене) - вокал, гусли
- Ernest Jepifanov (Эрнест Епифанов) - бансури (индийская бамбуковая флейта), альт (струнный), вокал, волынка, варган, кугиклы
- Rytis Ambrazevičius (Ритис Амбразевичус) - вокал, гусли, волынка, варган
- Eirimas Velička (Эйримас Величка) - скрипка, гусли, варган, волынка, вокал, кугиклы
- Ugnius Keturka (Угнюс Кятурка) - электр. гитара
- Gediminas Žilys (Гедиминас Жилис) - бас-гитара, вокал, гусли
- Salvijus Žeimys (Сальвиюс Жеймис) - барабаны
- Indrė Jurgelevičiūtė (Индре Юргелевичуте) -вокал, флейта, гусли

## Дискография
- «Atalyja» (MC 2000)
- «Atalyja» (CD 2001, Sutaras)
- «Močia» (CD 2004, Dangus)
- «Žemaitiu ruoks» EP (CD 2008, Dangus)
- «Saula riduolėla» (CD 2009, Dangus)